# Alphonse Daudet

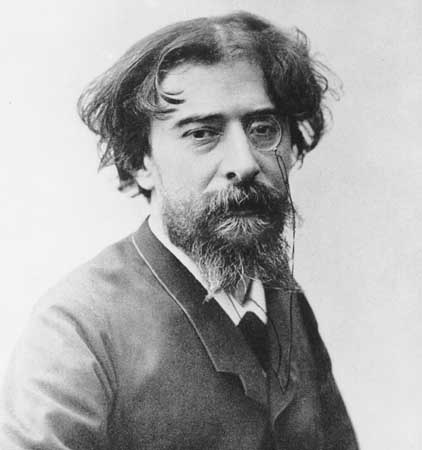
Alphonse Daudet

Alphonse Daudet (Nîmes, 13 maggio 1840 – Parigi, 16 dicembre 1897) è stato uno scrittore e drammaturgo francese.

## Biografia
Visse nel quartiere operaio di Marais. Dopo aver lavorato nel collegio di Alès, si recò a Parigi per raggiungere il fratello. Fu il terzogenito di Vincent, fabbricante di seta, e di Adeline Reynaud. L'instabilità politica, la crisi della produzione industriale e alcune scelte avventate compromettono l'attività di Vincent Daudet, costringendolo nel 1848 a vendere l'opificio e ad abbandonare il Midi per la più fiorente Lione. Nella primavera del 1857, per far fronte ad un nuovo aggravamento della situazione economica, il padre dello scrittore accetta un impiego come rappresentante di vini in Bretagna, lasciando la famiglia; Alphonse, che deve interrompere gli studi liceali, ottiene un posto come sorvegliante al collegio di Alès. L'esperienza, difficile e umiliante, si conclude dopo pochi mesi, nel novembre dello stesso anno, con l'allontanamento dall'incarico.
Raggiunto a Parigi il fratello Ernest, Alphonse alloggia con lui in un albergo vivendo di precari lavoretti, nella speranza, comune a molti altri giovani provinciali, di affermarsi nel mondo letterario parigino. Nel 1858 incontra Marie Rieu e inizia con lei una tormentata relazione, che si protrarrà fino al 1865. Grazie alle conoscenze del fratello, giornalista allo Spectateur, Alphonse pubblica la raccolta di poesie Les amoureuses ("Le amorose"), il cui rassicurante sentimentalismo gli vale un certo favore del pubblico e la collaborazione con il Paris journal, L'Universel e Le Figaro. L'amicizia con Frédéric Mistral, il celebre poeta animatore del felibrismo conosciuto nell'aprile del 1859, segna una svolta nella vita di Daudet, spingendolo alla riscoperta del mondo e del folklore provenzali. L'impiego come segretario del presidente del Corpo legislativo, il duca de Morny, ottenuto nel 1860, consente a Daudet di raggiungere la tranquillità economica.
Sofferente per i postumi di una malattia venerea, egli deve però allontanarsi per lunghi periodi dal lavoro; tra il dicembre del 1861 e il febbraio dell'anno successivo compie un viaggio nel Midi e in Algeria in compagnia del cugino Henry Reynaud. Nell'inverno del 1862 la salute malferma lo costringe a un nuovo periodo di riposo, questa volta in Corsica. Trascurata la poesia (una seconda raccolta, Poèmes et fantaisies, sarà pubblicata nel 1873), Daudet cerca di imporsi come autore teatrale, scrivendo a quattro mani con Ernest Lépine, capo gabinetto di de Monry; tra i frutti della collaborazione si possono annoverare l'atto unico La Dernière Idole ("L'ultimo idolo"), rappresentato nel febbraio del '62 all'Opéra-Comique, l'Œillet blanc ("Il garofano bianco") e il Frère aîné, ("Il fratello maggiore"). La passione per il teatro accompagna l'intera carriera di Daudet, che porterà in scena numerose riduzioni dei propri romanzi e racconti.
Riconquistato dal fascino dei luoghi natali, lo scrittore soggiorna per lunghi periodi a Nîmes determinato, sulla scia del successo della Mirella di Mistral, a divenire il cantore della Provenza. Nel 1865 la morte improvvisa del duca di Morny priva Daudet dell'impiego, spingendolo a intensificare la collaborazione con i giornali. Tra il novembre e il gennaio del 1866 escono sul Moniteur universel di soir le Lettres sur Paris et Lettres de village, una serie di scritti basati sul confronto tra i due diversi mondi. Seguono lo stesso modello le più celebri Lettres de mon moulin ("Lettere dal mio mulino"), apparse in due riprese, ora su L'Événement, poi su Le Figaro e pubblicate in volume alla fine del 1869. Tra il 27 novembre del 1866 e il 20 ottobre del 1867 sullo stesso Moniteur era apparso a puntate il romanzo autobiografico Le Petit chose ("Storia di un fanciullo") ristampato in volume nel 1868. Il 29 gennaio del 1867 Daudet sposa Julia Allard, figlia di un ricco industriale parigino. Poetessa a sua volta (autrice, sotto lo pseudonimo di Marguerite Tournay, di alcuni poemi pubblicati sulla rivista L'Art), Julia diviene la collaboratrice devota, discreta e infaticabile del marito, contribuendo direttamente all'elaborazione di numerose opere.
A partire dal 1874 si dedicherà essenzialmente ai romanzi ed alle opere teatrali. Fra i più noti "Fromont Jeune et Risler Aîné"(1874) e "Jack" (1876) composto da due volumi e dedicato a Gustave Flaubert. Dopo questo imponente lavoro, nell'ottobre del 1875, Daudet si reca con la famiglia nel sud della Francia per un po' di riposo soggiornando a Marsiglia, Monaco e trascorre anche un breve periodo a Bordighera prima di rientrare a Parigi. Il romanzo "Le Nabab", il cui personaggio principale s'ispira a François Bravay, personaggio politico del Secondo Impero francese sarà pubblicato nel 1877.
Nel 1884 scopre che i dolori di schiena che lo affliggevano già da qualche anno, sono i sintomi della tabe dorsale che colpisce il midollo spinale. Continuerà a lavorare fino all'ultimo, spegnendosi il 16 dicembre 1897 a Parigi, nella sua residenza privata di rue de l'Université. La salma fu inumata al famoso cimitero di Père-Lachaise di Parigi.

## Opere

### Romanzi
- Le Petit Chose. Hetzel, 1868
- Tartarino di Tarascona, Dentu 1872
- Fromont Jeune et Risler Aîné, Charpentier, 1874
- Jack, Dentu, 1876
- Le Nabab, Charpentier, 1877
- Les Rois en exil, Denti1 1879
- L'Évangéliste, Dentu, 1883
- Sapho, Charpentier, 1884 - (versione italiana pubblicata da Lubrano e Ferrara Editori, Napoli, tra il 1909-1914 nella collezione "Il Romanzo per tutti")
- Tartarino sulle Alpi, Calman-Levy, 1885
- L'Immortel, Lemerre, 1888
- Port-Tarascon, Dentu et Guillaume, 1890
- La lutte pour la vie, Calman-Levy, 1890
- Notes sur la vie, Charpentier, 1899
- Roberto Helmont, collana Piccola Collezione Amena, prefazione di Edmond de Goncourt, Napoli, E.Pietrocola, 1888, SBN SBL0472419.
- Le mogli di artisti, collana Piccola Collezione Amena, Napoli, E.Pietrocola, 1887, SBN SBL0472420.

### Raccolte di novelle
- Lettere dal mio mulino (Lettres de mon moulin), 1870
- Les Contes du lundi, 1873

### Novelle
- Promenades en Afrique, ne Le Monde illustré, 27 dicembre 1862
- La Mule du pape, ne Le Monde illustré, 3 e 10 gennaio 1863
- Le Bon Dieu de Chemillé qui n'est ni pour ni contre (légende de Touraine), ne L'Événement, 21 luglio 1872
- Le Singe, ne L'Événement, 12 agosto 1872
- Le père Achille, ne L'Événement, 19 agosto 1872
- Salvette et Bernadou, ne Le Bien public, 21 gennaio 1873
- Le Cabecilla, ne Le Bien public, 22 aprile 1873
- Wood'stown, ne Le Bien public, 27 maggio 1873
- La dernière classe

### Teatro
- Le Roman du Chaperon Rouge. Michel Lévy, 1862
- La Dernière Idole. Parigi, Théâtre de l'Odéon, 4 febbraio 1862
- Les Absents. Parigi, Opéra-Comique, 26 ottobre 1864
- L'Œillet blanc. Parigi, Théâtre-Français, 8 aprile 1865
- Frère aîné. Parigi, Théâtre du Vaudeville, 19 dicembre 1867
- Lise Tavernier. Parigi, L'Ambigu, 29 gennaio 1872
- L'Arlésienne, musica di Georges Bizet, Parigi, Théâtre du Vaudeville, 1º ottobre 1872
- Fromont Jeune et Risler Aîné. Parigi, Théâtre du Vaudeville, 16 settembre 1876
- Jack. Parigi, Théâtre de l'Odéon, 11 gennaio 1881
- Le Nabab. Parigi, Théâtre du Vaudeville, 30 gennaio 1880
- L'Obstacle. Flammarion 1891

### Antologie che contengono suoi racconti
- 1981 - Gli eroi dell'ombra. Antologia della letteratura di spionaggio, Mondadori
contenente il racconto La piccola spia